# سید احمد صفائی
سید احمد صفائی (۱۲۸۴ خویین زنجان - ۱۳۵۰) روحانی و واعظ دوره پهلوی و نماینده مجلس شورای ملی بود.
پدرش سید مرتضی صفائی روضه‌خوان و منبری بود. خودش نیز تحصیل را در حوزه علمیه قزوین آغاز کرد و در قم ادامه داد و چندی هم درس خارج گرفت و به قزوین بازگشت و شغل پدرش را دنبال کرد. سید احمد صفائی خطیب و منبری سرشناسی شد و در انتخابات دورهٔ هفدهم مجلس شورای ملی به نمایندگی از قزوین انتخاب شد و در سال ۱۳۳۱ به مجلس رفت.
در جدال میان هواداران کاشانی و مصدق در مجلس، صفائی طرف کاشانی را گرفت. در ۲۵ امرداد ۱۳۳۲ بازداشت و پس از کودتای ۲۸ مرداد رها شد. در دوره هجدهم نیز به نمایندگی قزوین انتخاب شد. پس از پایان دوره نمایندگی‌اش به تدریس در دانشکده معقول و منقول (الهیات) دانشگاه تهران مشغول شد.